# Cúp Síp 2016
Cúp Síp 2016 (Cyprus Cup 2016), giải bóng đá nữ giao hữu thường niên được tổ chức tại Cộng hòa Síp, diễn ra từ 2 đến 9 tháng 3 năm 2016. Áo là đội tuyển giành chức vô địch.

## Thể thức
Tám đội được chia làm hai bảng. Các đội đầu bảng thi đấu trận chung kết. Các đội nhì bảng tranh hạng ba. Các đội đứng thứ ba tranh hạng năm còn các đội đứng cuối bảng tranh hạng bảy.

## Vòng bảng

### Bảng A
| Đội              | Tr | T | H | B | BT | BB | HS | Đ |
| ---------------- | -- | - | - | - | -- | -- | -- | - |
| Áo               | 3  | 2 | 1 | 0 | 4  | 1  | +3 | 7 |
| Ý                | 3  | 1 | 2 | 0 | 3  | 1  | +2 | 5 |
| Hungary          | 3  | 1 | 0 | 2 | 2  | 4  | −2 | 3 |
| Cộng hòa Ireland | 3  | 0 | 1 | 2 | 1  | 4  | −3 | 1 |

| Áo              | 2–0     | Cộng hòa Ireland |
| --------------- | ------- | ---------------- |
| Burger 20', 54' | Báo cáo |                  |

| Hungary | 0–2     | Ý                             |
| ------- | ------- | ----------------------------- |
|         | Báo cáo | Gabbiadini 13' · Sabatino 24' |

| Áo                       | 2–1     | Hungary   |
| ------------------------ | ------- | --------- |
| Zadrazil 49' · Billa 78' | Báo cáo | Zágor 66' |

| Ý             | 1–1     | Cộng hòa Ireland |
| ------------- | ------- | ---------------- |
| Carissimi 85' | Báo cáo | McCabe 90'       |

| Ý | 0–0     | Áo |
| - | ------- | -- |
|   | Báo cáo |    |

| Cộng hòa Ireland | 0–1     | Hungary   |
| ---------------- | ------- | --------- |
|                  | Báo cáo | Szabó 76' |

### Bảng B
| Đội          | Tr | T | H | B | BT | BB | HS | Đ |
| ------------ | -- | - | - | - | -- | -- | -- | - |
| Ba Lan       | 3  | 2 | 1 | 0 | 3  | 1  | +2 | 7 |
| Cộng hòa Séc | 3  | 2 | 0 | 1 | 4  | 2  | +2 | 6 |
| Wales        | 3  | 0 | 2 | 1 | 3  | 4  | −1 | 2 |
| Phần Lan     | 3  | 0 | 1 | 2 | 3  | 6  | −3 | 1 |

| Wales                   | 2–2     | Phần Lan               |
| ----------------------- | ------- | ---------------------- |
| Green 34' · Chivers 87' | Báo cáo | Engman 11' · Saari 62' |

| Ba Lan         | 1–0     | Cộng hòa Séc |
| -------------- | ------- | ------------ |
| Chojnowski 76' | Báo cáo |              |

| Wales    | 1–1     | Ba Lan    |
| -------- | ------- | --------- |
| Ward 24' | Báo cáo | Pajor 31' |

| Phần Lan       | 1–3     | Cộng hòa Séc                   |
| -------------- | ------- | ------------------------------ |
| Danielsson 60' | Báo cáo | Necidová 2' · Voňková 10', 18' |

| Phần Lan | 0–1     | Ba Lan         |
| -------- | ------- | -------------- |
|          | Báo cáo | Wiankowska 22' |

| Cộng hòa Séc | 1–0     | Wales |
| ------------ | ------- | ----- |
| Necidová 88' | Báo cáo |       |

## Vòng phân hạng

### Tranh hạng bảy
| Cộng hòa Ireland                  | 2–0     | Phần Lan |
| --------------------------------- | ------- | -------- |
| Littlejohn 3' (ph.đ.) · Quinn 13' | Báo cáo |          |

### Tranh hạng năm
| Hungary                  | 2–1     | Wales        |
| ------------------------ | ------- | ------------ |
| Csiszár 26' · Vágó 90+1' | Báo cáo | Estcourt 75' |

### Tranh hạng ba
| Ý                                         | 3–1     | Cộng hòa Séc        |
| ----------------------------------------- | ------- | ------------------- |
| Guagni 63' · Bonansea 89' · Girelli 90+2' | Báo cáo | Voňková 45' (ph.đ.) |

### Chung kết
| Áo                         | 2–1     | Ba Lan     |
| -------------------------- | ------- | ---------- |
| Burger 11' · Schiechtl 89' | Báo cáo | Kamczyk 3' |